# Nayara Rocha
Nayara Rocha (Vespasiano, 24 de julho de 1990) é uma advogada e política brasileira, filiada ao Progressistas (PP). Nas eleições de 2022, foi eleita deputada estadual por Minas Gerais.